# Pygopleurus simplex
Pygopleurus simplex är en skalbaggsart som beskrevs av Rudolph Petrovitz 1963. Pygopleurus simplex ingår i släktet Pygopleurus och familjen Glaphyridae. Inga underarter finns listade i Catalogue of Life.